# NGC 45
NGC 45 is een onregelmatig sterrenstelsel in het sterrenbeeld Walvis.
NGC 45 werd op 11 november 1835 ontdekt door de Engelse astronoom John Herschel. Op anderhalve graad ten oosten van NGC 45 is het asterisme Keystone te vinden, met schijnbare diameter 1 graad. Dit asterisme is een verkleinde weergave van het veel makkelijker waar te nemen centrale onderdeel van het sterrenbeeld Hercules dat ook Keystone heet.

## Synoniemen
- PGC 930
- ESO 473-1
- IRAS00115-2327
- MCG -4-1-21
- DDO 223
- UGCA 4
- AM 0011-232

## HD 941
Vanaf de aarde gezien staat het stelsel NGC 45 schijnbaar dicht bij de ster HD 941 (magnitude 7). Op sommige telescopisch verkregen foto's waar NGC 45 op te zien is, kan tevens het schijnsel van HD 941 opgemerkt worden, of soms ook wel de eigenlijke ster zelf.